# HMS Penylan (L89)
HMS Penylan (L89) là một tàu khu trục hộ tống lớp Hunt Kiểu III của Hải quân Hoàng gia Anh Quốc được hạ thủy và nhập biên chế năm 1942. Nó chỉ hoạt động một thời gian ngắn trong Chiến tranh Thế giới thứ hai, khi bị đắm do trúng ngư lôi phóng từ tàu phóng lôi trong eo biển Manche vào ngày 3 tháng 12 năm 1942, là chiếc có thời gian hoạt động ngắn nhất trong lớp tàu khu trục Hunt.

## Thiết kế và chế tạo
Penylan được đặt hàng vào ngày 23 tháng 8 năm 1940 cho hãng Vickers-Armstrongs tại Barrow-in-Furness trong Chương trình Chiến tranh Khẩn cấp 1940 và được đặt lườn vào ngày 4 tháng 6 năm 1941. Nó được hạ thủy vào ngày 17 tháng 3 năm 1942 và nhập biên chế vào ngày 25 tháng 8 năm 1942. Con tàu được cộng đồng dân cư Borough và Carmarthen thuộc hạt Carmarthenshire, xứ Wales đỡ đầu trong khuôn khổ cuộc vận động gây quỹ Tuần lễ Tàu chiến năm 1942. Tên nó được đặt theo rừng săn cáo Penylan tại Cardiff, xứ Wales, và là chiếc tàu chiến duy nhất của Hải quân Anh được đặt cái tên này.

## Lịch sử hoạt động
Sau khi hoàn tất chạy thử máy, Penylan chuyển đến Scapa Flow vào ngày 31 tháng 8 năm 1942, nơi nó gia nhập Hạm đội Nhà và tiếp tục được trang bị hoàn thiện. Nó đi đến Portsmouth và gia nhập Chi hạm đội Khu trục 1 trong tháng 9, tuy nhiên việc phục vụ bị trì hoãn do những khiếm khuyết khi chế tạo, và nó được sửa chữa tại một xưởng tàu tư nhân tại London từ ngày 22 tháng 10; công việc kéo dài cho đến tháng 11.
Penylan gia nhập trở lại chi hạm đội vào ngày 9 tháng 11 và đảm trách tuần tra và hộ tống vận tải tại khu vực eo biển Manche. Vào ngày 1 tháng 12, nó tham gia hộ tống cho Đoàn tàu PW257; nhưng chỉ hai ngày sau đó, 3 tháng 12 năm 1942, khi đoàn tàu vận tải bị tàu phóng lôi E-boat Đức tấn công, nó bị đắm do trúng ngư lôi phóng từ tàu phóng lôi S115 tại vị trí cách 5 mi (8,0 km) về phía Nam Start Point, Devon, ở tọa độ 50°08′B 03°39′T / 50,133°B 3,65°T. Năm sĩ quan cùng 112 thủy thủ thành viên con tàu đã được cứu sống. Penylan trở thành tàu khu trục lớp Hunt có thời gian hoạt động ngắn nhất, chỉ hoạt động thường trực vỏn vẹn có 30 ngày.